# Don’t Turn Out the Lights
«Don’t Turn Out the Lights» (с англ. — «Не выключай свет») — сингл американских коллективов New Kids on the Block и Backstreet Boys из сборника NKOTBSB, приуроченному к началу совместного тура коллективов. Это первый сингл, выпущенный группой Backstreet Boys после их ухода с лейбла Jive Records. Сингл занял 14 строчку в чарте Billboard Bubbling Under Hot 100 Singles.

## История создания
В ноябре 2010 года NKOTBSB рассказали о возможности записать совместную песню. В следующем месяце на круизе с группой Backstreet Boys публике был представлен небольшой отрывок композиции. Эй Джей Маклин пояснил : «Мы не можем полностью проиграть песню из-за предстоящего тура. Это на пробу». «Don’t Turn Out the Lights» — энергичная песня в быстром темпе о попытке возродить затухающие чувства. 1 апреля 2011 года «Don’t Turn Out the Lights» распространилась по интернету. Официальная премьера сингла состоялась в радио-шоу Райана Сикреста 5 апреля 2011 года. В тот же день песня стала доступна в iTunes для США, Австралии, Новой Зеландии и Канады.

## Отзывы критиков
Песня получила в основном положительные рецензии. По мнению Эли Семигрэн из MTV News «Don’t Turn Out the Lights» звучит как современная версия хитов обеих групп времен 80-х и 90-х годов. Сандра Гонсалес из «Entertainment Weekly считает, что композиция напоминает песню Backstreet Boys Straight Through My Heart» и является идеальной поп-композицией несмотря на танцевальный ритм. В песне есть несколько приятных черт, в особенности, как голоса вокалистов обеих групп невозможно отличить друг от друга. По мнению Билла Лэмба из About.com, поклонникам понравиться выяснять, кто поёт какую строчку.
Джед Готлиб из Boston Herald считает, что песня воспринимается как приятная и современная — ритм, синтезаторные биты и подходящий бридж. «Kак песня, имеющая шанс попасть в чарт Billboard Hot 100». По мнению Кэти Штейнмец из Time.com, песня без сомнения стала бы успешной, если бы была выпущена любой из групп на пике карьеры.

## Список композиций
Цифровая загрузка
1. Don’t Turn Out the Lights — 3:31

## Хит парады
| Страна                                         | Высшая позиция | Примечание |
| ---------------------------------------------- | -------------- | ---------- |
| Канада                                         | 46             | [ 11 ]     |
| США (Billboard Bubbling Under Hot 100 Singles) | 14             | [ 2 ]      |

## Даты выпуска
| Страна                              | Дата выпуска  |
| ----------------------------------- | ------------- |
| Австралия Канада Новая Зеландия США | 5 апреля 2011 |